# Jesús Camaño
Jesús Ezequiel Camaño (San Lorenzo, provincia de Santa Fe, 22 de febrero de 2002) es un futbolista argentino. Juega de volante y su equipo actual es Defensores de Belgrano de Villa Ramallo, del Torneo Federal A.

## Carrera

### Inicios
Camaño comenzó su carrera deportiva en las inferiores de Belgrano, para luego formar parte de los planteles juveniles de River Plate. En 2022 llegó a Quilmes, incorporándose al plantel de reserva. Si bien no debutó profesionalmente, integró el banco de suplentes en 4 ocasiones: frente a Güemes de Santiago del Estero, Gimnasia y Esgrima de Jujuy y Flandria en la Primera Nacional, mientras que también fue parte de los convocados contra Rosario Central por Copa Argentina. 
Durante su paso en Quilmes, sufrió la rotura de ligamentos cruzados en la rodilla, cuando enfrentaba a Argentino de Quilmes en la Copa Ciudad de Quilmes, de carácter amistoso.

### Defensores de Belgrano de Villa Ramallo
Sin oportunidades en Quilmes, Camaño se convirtió en refuerzo de Defensores de Belgrano de Villa Ramallo, equipo del Torneo Federal A.
Debutó el 1 de abril de 2024 en la victoria 1-2 sobre Sportivo Las Parejas, siendo titular y disputando los 90 minutos.

## Estadísticas

### Clubes
| Quilmes Argentina | 2.ª                 | 2022                | 0  | 0 | 0 | 0 | - | - | 0  | 0 | 0 |
| Quilmes Argentina | 2.ª                 | 2023                | 0  | 0 | - | - | - | - | 0  | 0 | 0 |
| Quilmes Argentina | Total club          | Total club          | 0  | 0 | 0 | 0 | - | - | 0  | 0 | 0 |
| Defensores de Belgrano (VR) Argentina | 3.ª                 | 2024                | 24 | 0 | - | - | - | - | 24 | 0 | 0 |
| Defensores de Belgrano (VR) Argentina | 3.ª                 | 2025                | 17 | 0 | - | - | - | - | 17 | 0 | 0 |
| Defensores de Belgrano (VR) Argentina | Total club          | Total club          | 41 | 0 | - | - | - | - | 41 | 0 | 0 |
| Total en su carrera | Total en su carrera | Total en su carrera | 41 | 0 | 0 | 0 | - | - | 41 | 0 | 0 |
| (1) Las copas nacionales se refiere a la Copa Argentina. (2) Las copas internacionales se refiere a la Copa Libertadores y a la Copa Sudamericana. (3) Media de goles por encuentro. No incluye goles en partidos amistosos. |                     |                     |    |   |   |   |   |   |    |   |   |